# August Hammarström

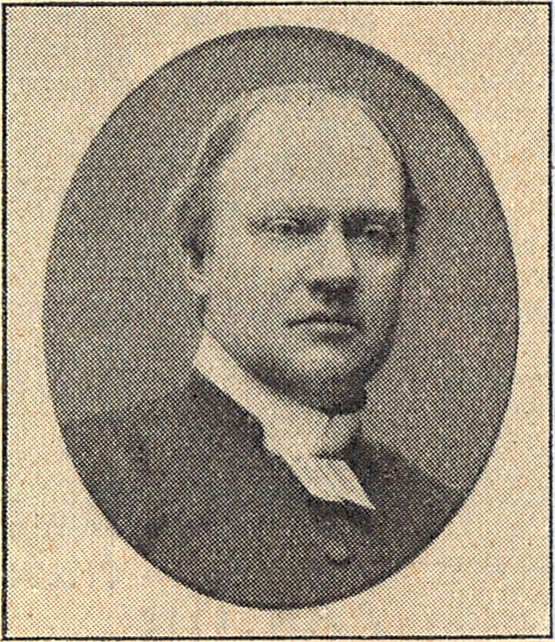
August Hammarström (1845-1912).

Per August Hammarström, född den 25 juli 1845 i Jämshög, död den 6 december 1912 i Kvarsebo, var en svensk historiker, skolman och präst. Han var en av grundarna av Sällskapet CC.
Hammarström var son till kopparverksmästaren Per Hammarström (1795-1868) och Gustafva Charlotta Tullberg (1808-1889). Genom modern var han kusin till bokförläggaren Hasse W. Tullberg. Efter att ha dimitterats av enskilda lärare i Växjö avlade Hammarström studentexamen 1863 och inskrevs därefter vid Lunds universitet och Smålands nation. I Lund blev Hammarström filosofie kandidat 1870 och året därpå filosofie doktor på avhandlingen Om Kristian IV:s yttre politik intill svenskt-danska krigets utbrott 1643. I syfte att kunna söka lektorat följde han två år senare upp denna med ytterligare en avhandling, Om freden i Brömsebro samt Sveriges och Danmarks ömsesidiga förhållanden under närmast föregående tid. Han blev 1874 docent i historia, vilket han var till utgången av 1877.
Under studietiden var Hammarström år 1868 med om att, tillsammans med bland andra kusinen Hasse Tullberg och den blivande latinprofessorn Carl Magnus Zander, instifta det akademiska ordenssällskapet CC, vars stormästare han var 1872-1873.
Parallellt med sina universitetsstudier hade Hammarström även påbörjat en karriär som läroverkslärare. Han gjorde provår vid Katedralskolan 1871-1872 och verkade senare även vid Spyken. 1877 var han vikarierande lektor i Växjö och 1878 i Malmö samt 1879-1882 i Strängnäs.
Efter detta övergick Hammarberg till teologin. Han inskrevs 1882 vid Uppsala universitet där han avlade teoretisk-teologisk examen 1883 och prästvigdes samma år. Denna nya yrkesbana förde sju år senare Hammarström till tjänsten som kyrkoherde i Kvarsebo församling, vid vilken han förblev till sin död 1912.
Författaren Hjalmar Lundgren bodde hos Hammarström under det att han skrev på sin första diktsamling Syrinx 1909, och har givit en lyrisk skildring av tillvaron hos kyrkoherden:
Det låg som en overklig glans över allt, där jag gick min dagliga väg fram och åter till prästgården, där jag intog mina måltider hos den blinde prästen, doktor Hammarström, i hans gammaldags idylliska hem.
Hammarström var sedan 1892 gift med Edla Maria Fredrika Flodman (1858-?), dotter till godsägaren Clas Johan Flodman.